# عدن النعمان (ذي السفال)

تعديل مصدري - تعديل

عدن النعمان محلة تابعة لقرية الرباط، التابعة لعزلة الدخال بمديرية ذي السفال إحدى مديريات محافظة إب في الجمهورية اليمنية، بلغ تعداد سكانها 58 حسب تعداد اليمن لعام 2004.